# دشمن كردة (دهغاه)
دشمن کردة (بالفارسية: دشمن‌کرده) هي مستوطنة تقع في إيران في قسم دهغاه الريفي. يقدر عدد سكانها بـ 378 نسمة .